# Electronic body music
Pour les articles homonymes, voir EBM.
Genres associés
New beat, électro-industriel, dark electro, techno, goa trance, futurepop
L'electronic body music (EBM) est un genre musical mêlant les éléments sonores de la musique post-industrielle et du synthpunk. Le genre émerge initialement en Belgique, et fait partie intégrante du mouvement new wave. L'electronic body music originale est souvent appelée old-school EBM, et ne doit pas être confondue avec l'aggrotech, le dark electro ou la musique industrielle.

## Terminologie
Le terme electronic body music est initialement utilisé en 1978 par Ralf Hütter, membre du groupe de musique électronique allemand Kraftwerk, pour expliquer le son plus physique de son album The Man-Machine. En 1980, D.A.F. utilise le terme « Körpermusik » (body music) pour décrire le son punk électronique du groupe. Le terme est ensuite repris par le groupe belge Front 242 en 1984 pour décrire la musique de son EP No Comment,.

## Histoire

### 1981–1987
Apparu au tout-début des années 1980, le genre s'inspire clairement de groupes comme Throbbing Gristle, Cabaret Voltaire, D.A.F., Die Krupps ou Liaisons Dangereuses et de la new wave de type synthpop ou electropop de Kraftwerk et autre Depeche Mode.
Parmi les archétypes du genre, on peut citer Verschwende Deine Jugend et Mussolini (D.A.F.) ; Wahre Arbeit, Wahrer Lohn et Augenblick (Die Krupps) ; Être assis ou danser et El Macho y la Nena (Liaisons Dangereuses) ou encore Body to Body et U-Men (Front 242).
Les membres de Front 242 situent leur approche entre Throbbing Gristle et Kraftwerk. Nitzer Ebb et Skinny Puppy, puis Cabaret Voltaire, s'inspirent de D.A.F.. Des groupes empruntent souvent l'esthétisme du réalisme socialiste soviétique de manière ironique. D'autres groupes et musiciens du genre incluent Vomito Negro, Borghesia, The Neon Judgement, à;GRUMH..., A Split-Second, Parade Ground ou The Invincible Spirit.

### 1988–1993
Dans la seconde moitié des années 1980, le genre se popularise au Canada (Front Line Assembly), aux États-Unis (Ministry, Revolting Cocks, Schnitt Acht), en Suède (Inside Treatment, Pouppée Fabrikk, Cat Rapes Dog) et Japon (2nd Communication, DRP, Phew). Les groupes nord-américains se lancent dans l'usage d'éléments sonores européens et les mêlent à l'agressivité du punk hardcore et du thrash metal (cf. metal industriel). Nine Inch Nails mêlange EBM et musique rock pour l'album Pretty Hate Machine (1989).
Au même moment, l'EBM se popularise dans les clubs underground, en particulier européens. Les labels les plus importants de la période sont les labels belges Play It Again Sam et Antler-Subway, le label allemand Zoth Ommog, le label américain Wax Trax!, et le label suédois Energy Rekords. Des musiciens et groupes significatifs du genre à cette période sont And One, Armageddon Dildos, Bigod 20, Insekt, Scapa Flow, Orange Sector et Attrition.
Entre le début et le milieu des années 1990, de nombreux groupes d'EBM se séparent ou changent de direction musicale en empruntant des éléments « industriels » et de rock ou de metal.

### Revirement
À la fin des années 1990 et au passage du millénaire, des groupes belges, suédois et allemands comme Ionic Vision, Tyske Ludder, et Spetsnaz font revivre le style. À cette période, de nombreux groupes issus de la scène techno européenne commencent à intégrer davantage d'éléments d'EBM à leur son. Cette tendance se développe parallèlement à la scène electroclash et tandis que la scène commence à décliner, un certain nombre de groupes qui y sont associés — comme The Hacker, DJ Hell, Green Velvet et Black Strobe — s'orientent vers les styles techno ou autres genres dérivés de l'EBM. Il existe une convergence grandissante entre cette scène et la scène old school EBM. Des groupes et musiciens se mêlent les uns aux autres. En particulier, Terence Fixmer se joint à Douglas McCarthy de Nitzer Ebb pour former Fixmer/McCarthy.